# Dalia Henry
Dalia Henry Hernández (L'Avana, 14 giugno 1965) è un'ex cestista cubana.

## Carriera
Con Cuba ha disputato tre edizioni dei Giochi olimpici (Barcellona 1992, Atlanta 1996, Sydney 2000), cinque dei Campionati mondiali (1983, 1986, 1990, 1994, 1998) e i Campionati americani del 1993.